# Lutzomyia dorlinsis
Lutzomyia dorlinsis är en tvåvingeart som först beskrevs av Le Pont F., Desjeux P. 1982.  Lutzomyia dorlinsis ingår i släktet Lutzomyia och familjen fjärilsmyggor.
Artens utbredningsområde är Guyana. Inga underarter finns listade i Catalogue of Life.